# Idaea kammeli
Idaea kammeli är en fjärilsart som beskrevs av Otto Staudinger 1915. Idaea kammeli ingår i släktet Idaea och familjen mätare. Inga underarter finns listade i Catalogue of Life.